# مصطفى روحي أفندي
مصطفى روحي أفندي ( ولد في عام 1800م في جزيرة إمبروس في الدولة العثمانية آنذاك ) كان شيخًا دينيًّا على الطريقة النقشبندية، وسياسيًا في البلقان إبانَ حكمِ الدولة العثمانية.
وانتقل إلى ولاية تيتوفو في مقدونيا في ذلك الوقت، وكان أحد المشاركين في رابطة بريزرن التي كان لها الأساس في تأسيس القومية الألبانية، وانتُخِبَ رئيساً للرابطة.

## وفاته
توفي عام 1893م في مدينة إسطنبول ودفن في فناء ضريح يحيى أفندي في حديقة قصر يلدز في اسطنبول.